# گویدو برناردی
گویدو برناردی (ایتالیایی: Guido Bernardi; ۲۱ سپتامبر ۱۹۲۱ – ۲۲ ژانویهٔ ۲۰۰۲) دوچرخه‌سوار اهل ایتالیا بود.
وی در مسابقات کشوری و بین‌المللی در مجموع برندهٔ ۱ مدال نقره شده‌است.